# Breaux Greer
Breaux Greer, né le 19 octobre 1976 à Houston, est un athlète américain pratiquant le lancer du javelot.
Il mesure 1,88 m pour 102 kg. Il a établi son record personnel de 91,29 m le 21 juin 2007 à Indianapolis. Il détient avec cette performance le record national des États-Unis. En 2012, il participe en tant que Gladiateur à la série télévisée AMERICAN GLADIATOR, une émission en anglais diffusée sur NBC. Dans cette émission, il est Hurricane (tempête en français).

## Palmarès
- Il est huit fois champion des États-Unis de 2000 à 2007.

### Championnats du monde d'athlétisme
- Médaille de bronze avec 86m21 aux Championnats du monde d'athlétisme 2007 à Osaka
- 4e des Championnats du monde 2001.

### Jeux panaméricains
- Jeux Panaméricains de 2003 à Saint-Domingue ( République dominicaine)
  -  Médaille de bronze au lancer du javelot